# Robertus Anglicus
Robertus Anglicus war ein englischer Astronom des 13. Jahrhunderts. Er lehrte an der Universität Montpellier und möglicherweise auch in Paris.
Bekannt ist er uns als Verfasser eines 1271 erschienenen Kommentars zu De Sphaera des Johannes de Sacrobosco. Darin findet sich eine Bemerkung über den damaligen Entwicklungsstand der Uhrentechnologie.
Seine Schrift „Sophistria“ liegt in einer Übersetzung ins Französische vor: étude et édition critique par Anne Grondeux et Irène Rosier-Catach, Paris 2006.